# الكاليتوس
الكاليتوس مدينة جزائرية تابعة لولاية الجزائر هي بلدية تابعة لدائرة براقي تعد أكبر بلدية في العاصمة من حيث عدد السكان وكذلك في مساحتها الشاسعة وهناك عدة أحياء في هذه البلدية أشهرها 
حي الشهيد محمد العيدوسي (المعروف بحي الحيدوسي ) والمجاهدة مونى وبيلو وحي القصر الأحمر والشراربة والجمهورية، أولاد الحاج، حي كريفة، وحي فازلي.

## نبذة تاريخية
أنشئت بلدية الكاليتوس بمقتضى التنظيم الإقليمي الجديد بالمرسوم رقم 84-09 المؤرخ في 04/02/1984 وسميت بهذا الاسم نسبتا إلى كثرة الأشجار من نوع الكاليتوس والتي كانت وما زالت موجودة بها على طول حافتي الطريق الوطني رقم 08 الرابط بين مدينتي الحراش والأربعاء وكانت في السنوات الماضية ومنذ 1959 تابعة للدائرة العاشرة لمدينة الجزائر أي الحراش إلى غاية سنة 1977 حيث أصبحت فرعا لبلدية براقي وذلك حتى سنة 1984.
كانت بلدية الكاليتوس خلال الستينات والسبعينات لا تشمل إلا عددا قليلا من السكنات وكانت عبارة عن مروج خضراء، ولكن بعد سنة 1970 إلى يومنا هذا تراكمت بها السكنات هنا وهناك بسبب عوامل عديدة منها النزوح الريفي بسبب موقعها الجغرافي ووجودها في حدود ولاية الجزائر وتعتبر همزة وصل ونقطة توقف للعابرين لولايات أخرى ومنها كذلك النمو الديمغرافي، يغلب على بلدية الكاليتوس الطابع الفلاحي عموما بحيث أغلبية أراضيها خصبة قابلة لشتى أنواع الفلاحة التقليدية والعصرية.
أما محيطها العمراني يغلب عليه الطابع الغير مدروس حيث نلاحظ عددا لا بأس به من الأحياء مبعثرة هنا وهناك ومنها حديثة الوجود بسبب ظاهرة البناءات اللاشرعية.

## مساحتها وموقعها الجغرافي
تبلغ مساحة بلدية الكاليتوس 3725 هكتار ويحدها من الشمال مدينة الحراش ومن الغرب مدينة براقي وجنوبا مدينتي سيدي موسى والأربعاء وجنوبها الشرقي مفتاح والدار البيضاء ومن الشرق وادي السمار.
الدراسة الطبيعية لبلدية الكاليتوس
إن للمؤثرات الطبيعية دورا كبيرا في تحديد طابع أراضي المنطقة من حيث ملائمتها للزراعة أو للبناء، ولهذا سوف نتطرق إلى أهم الجوانب الطبيعية التي تمتاز بها بلدية الكاليتوس، ومنها الوضع الطبوغرافي للمنطقة وجيولوجيتها، وكذا المناخ والتربة والشبكة الهيدروغرافية.
الوضع الطبوغرافي:
تعتبر أراضي البلدية من أخصب الأراضي بالمنطقة، لكونها تنتمي لسهل المتيجة الخصب.

## البنية الجيومورفولوجية
ترتبط بلدية الكاليتوس كل الارتباط بسهل متيجة والذي عبارة عن حوض مقعر، وعموما فإن سهل متيجة يتشكل في الشمال من توضعات الساحل وجنوبا من توضعات جبال الأربعاء التي يحتلها جبل زوالة، حيث يصل ارتفاعه إلى 513 م، وبما أن كل أراضي المنطقة عبارة عن سهل فهي بالتالي تمتاز بتجانس أراضيها، وهذا ما يسهل العمل الفلاحي فيها.

## البنية الجيولوجية
لجيولوجية المنطقة أثر كبير على السطح سواء من حيث الشكل أو الانحدار، فمعرفة نوع الصخور السائدة في المنطقة ضروري لكل عملية استصلاح.
وتنتمي بلدية الكاليتوس إلى حوض التجميع المقعر لمتيجة الذي امتلأ بالتوضعات النازلة من الأطلس البليدي في أواخر الزمن الثالث وأثناء الزمن الرابع وعليه فإن أغلب تكويناته من الغرين والطين والطين الرملي، وتظهر التوضعات الحديثة في الأولى ثم تليها التوضعات الأقدم بالتتابع.
وقد نتجت هذه التكوينات من عمليات التعرية بمختلف أنواعها كيميائية وميكانيكية مما أدى بالصخر الأم إلى التفكك والتفتت.

## تربة المنطقة
تعرف التربة على أنها تكوينات طبيعية ذات بنية وسمك مختلف ناتجة عن تحول الصخور الأصلية تحت تأثيرات متنوعة ميكانيكية وكيميائية وحيوية 1 وتتكون التربة من مواد مختلفة كالمعادن والمواد العضوية، وفوق هذه المكونات تعيش النباتات.
-ويمكن تمييز صنفين من التربة في منطقة الدراسة، تربة قليلة التطور والتربة الهيدرومورفية، حيث تسود هذه الأخيرة معظم مناطق الكاليتوس كما توضحه الخريطة.

## السكان
يبلغ عدد سكان بلدية الكاليتوس 114048 نسمة حسب الإحصائيات الرسمية الأخيرة لسنة 2008 وهو في حالة تزايد مستمر وإليكم الجدول الإجمالي للبلدية الذي يحمل إحصائيات فيما يخص السكان والبنايات.

### الـبـنـايـــات
| الـتشـتت                | البنايات | المشغولة | الشاغرة | للاستعمال المهني | مجموع المساكن |
| ----------------------- | -------- | -------- | ------- | ---------------- | ------------- |
| تجمع حضري لمركز البلدية | 11903    | 15408    | 4011    | 600              | 20019         |
| تجمع حضري ثانوي         | 1708     | 1690     | 389     | 158              | 2237          |
| منطقة مبعثرة            | 345      | 342      | 60      | 123              | 525           |
| المجموع                 | 13956    | 17440    | 4460    | 881              | 22781         |

### السـكـان
التشـتت Dispersion	الأســر Ménages	السكان Population		
		الذكور	الإناث	المجموع
تجمع حضري لمركز البلدية	18092	51436	50330	101766
تجمع حضري ثانوي	1806	5314	5184	10498
منطقة مبعثرة	319	924	860	1784
المـجـمـوع	20217	57674	56374	114048

### النمو السكاني لبلدية الكاليتوس
إن النمو السكاني يرتبط أساسا بالتطور العددي لسكانها، حيث أن تطور السكان يتأثر بعدة عوامل كالتغيرات الإدارية والاقتصادية والاجتماعية، فبلدية الكاليتوس قد تأثرت بهذه العوامل فمن الناحية الإدارية كانت تابعة للحراش قبل التقسيم الإداري لسنة 1984 حيث أصبحت بلدية قائمة بذاتها ثم أصبحت تابعة إلى الدائرة الإدارية لبراقي منذ سنة 1984، أما من الناحية الديمغرافية ساهمت الهجرة بدور كبير في زيادة عدد سكان المنطقة والجدول يبين لنا التطور ونمو السكان في البلدية
جدول تطور سكان بلدية الكاليتوس خلال (66-77-87-98-2008)
السنوات	عدد سكان البلدية (نسمة)	معدل نمو سكان الكاليتوس
| السنة | عدد السكان | النسبة |
| ----- | ---------- | ------ |
| 1977  | 25245      | -      |
| 1987  | 60108      | 1.38   |
| 1998  | 96310      | 0.60   |
| 2008  | 114048     | 0.18   |

## المناخ والفلاحة
مـنـاخ بـلـديـة الـكـالـيـتـوس هـو مـنـاخ مـعـتـدل مـمـطـر شـتـاءًا وحـار رطـب صـيـفـا، وكـمـيـة الـتـسـاقـط بـهـا تـصـل إلـى 557 ملم سـنـويـا.
وسـاعـدت الظـروف المـنـاخـيـة الـمـلائـمـة عـلـى وجـود أراضـي زراعـيـة ذات الـجـودة الـعـالـيـة نـظـرا لاخـتـلاف الـتـربـة بـالـمـنـطـقـة، بـالإضـافــة إلـى وجــود مـكـامـن مـائـيـة كـبـيـرة جـعـلـتـهــا لا تـحـتـاج إلـى مـصــادر أخرى لـتـزويـدهـا بـالـمـيـاه، فـكـل هـذه المـيـزات جـعـلـت مـنـهـا مـنـطـقـة تـسـتـجـيـب لـظـروف قـيـام الـنـشـاط الـزراعـي حـيـث يـحـتـل الـقـطـاع الـفـلاحـي فـي بـلـديـة الـكـالـيــتـوس الجـزء الأكـبـر مـن مـسـاحـة الـبـلـديـة حـيـث يـصـل إلــى حــوالـــي 2465 هـكـتـار هـذه الأراضـي تـنـقـسـم إلـى ثـلاثـة أقــســـام:
•	أراضـي فـلاحـيـة خـاصــة: 137 فــلاح
•	أراضي فـلاحيـة مـسـتـثـمـرات جـمـاعـيـة: 60 مـسـتثـمـرة
•	أراضـي فـلاحـيـة فـرديـة مـسـتـثـمـرة فـرديـة: 32 مـسـتثـمرة.

## رياضة
نادي كرة القدم التابع لنادي اتحاد الأوكالبتوس الرياضي (ASCE).

## مواضيع ذات صلة
- تاريخ ولاية الجزائر
- بلديات ولاية الجزائر
- دوائر ولاية الجزائر